# Казе Нуове (Лоди)
Казе Нуове је насеље у Италији у округу Лоди, региону Ломбардија.
Према процени из 2011. у насељу је живело 22 становника. Насеље се налази на надморској висини од 76 м.